# Sanatorium Purkersdorf

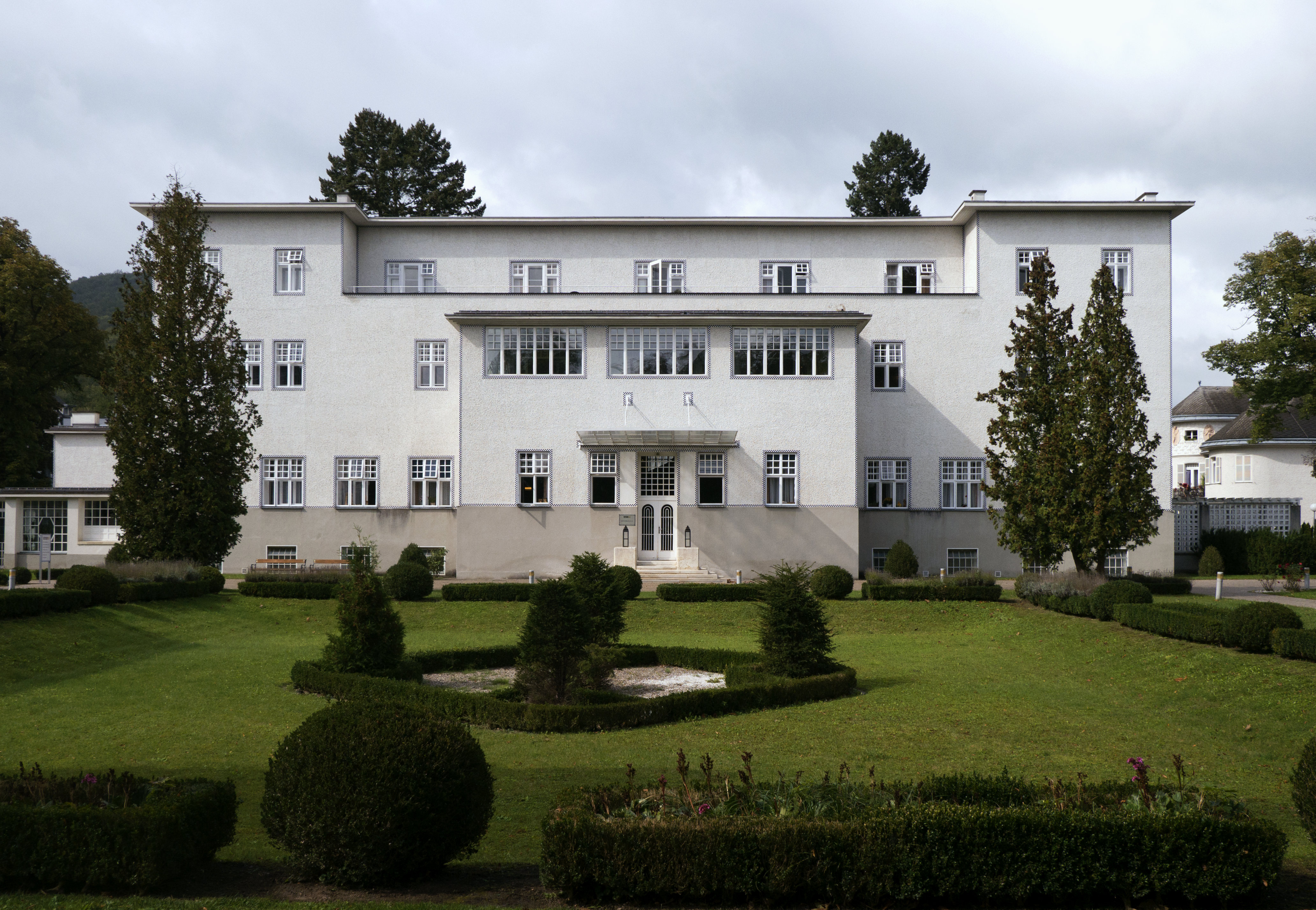
Sanatorium Purkersdorf, Ansicht von Osten

Mit Sanatorium Purkersdorf wird allgemein das ehemalige Kurhaus auf dem Gelände des Sanatoriums bezeichnet. Gelegentlich wird es Hoffmann-Pavillon genannt.  Es befindet sich in Purkersdorf, an der Stadtgrenze zu Wien. Das Sanatorium Purkersdorf wurde von dem Architekten Josef Hoffmann für den Generaldirektor der Schlesischen Eisenwerke Gleiwitz Viktor Zuckerkandl entworfen und zwischen 1904 und 1905 erbaut. Es gilt als Beispiel für Architektur im Stil der Wiener Secession und als erstes Gesamtkunstwerk der Wiener Werkstätte. Außerdem ist es der erste Zweckbau Europas, der mithilfe von Stahlbeton errichtet wurde und ein Flachdach besitzt.

## Architektur

### Das Sanatorium Purkersdorf als Gesamtkunstwerk
Josef Hoffmann gründete 1903 zusammen mit Koloman Moser und Fritz Wärndorfer die Wiener Werkstätte. Sie verfolgten den Anspruch, das gesamte Leben im Sinne des Gesamtkunstwerks künstlerisch durchzugestalten. Diese Idee wurde von der Wiener Werkstätte erstmals im Sanatorium Purkersdorf ausgeführt.
Das Gesamtkunstwerk, wie es die Wiener Werkstätte verstand, geht auf den Komponisten Richard Wagner zurück, der es 1850 in der Schrift das Kunstwerk der Zukunft definierte. Darin beschrieb Wagner, dass das Gesamtkunstwerk alle Gattungen der Kunst zusammenfassen solle. Im Fall der Wiener Werkstätte wurden Architektur, Malerei, Skulptur, Kunsthandwerk, Gebrauchsgegenstände und Mode zu einem für sich selbst stehenden Kunstobjekt vereint. Dabei wurden alle Arten der Kunst als gleichwertig empfunden.  Außerdem war Zusammenarbeit ein wesentlicher Aspekt des Gesamtkunstwerks.
Die Formen, mit denen die Wiener Werkstätte arbeitete, waren streng geometrisch. Diese Aspekte lassen sich auch im Sanatorium wiederfinden. Die Formensprache des Sanatoriums Purkersdorf ist von dem Quadrat bestimmt, welches sich in Grundriss, Fassade, Innen räumen und der Einrichtung wiederfinden lässt. Es ist also das grundlegende Gestaltungselement dieses Gesamtkunstwerks.

### Baukörper

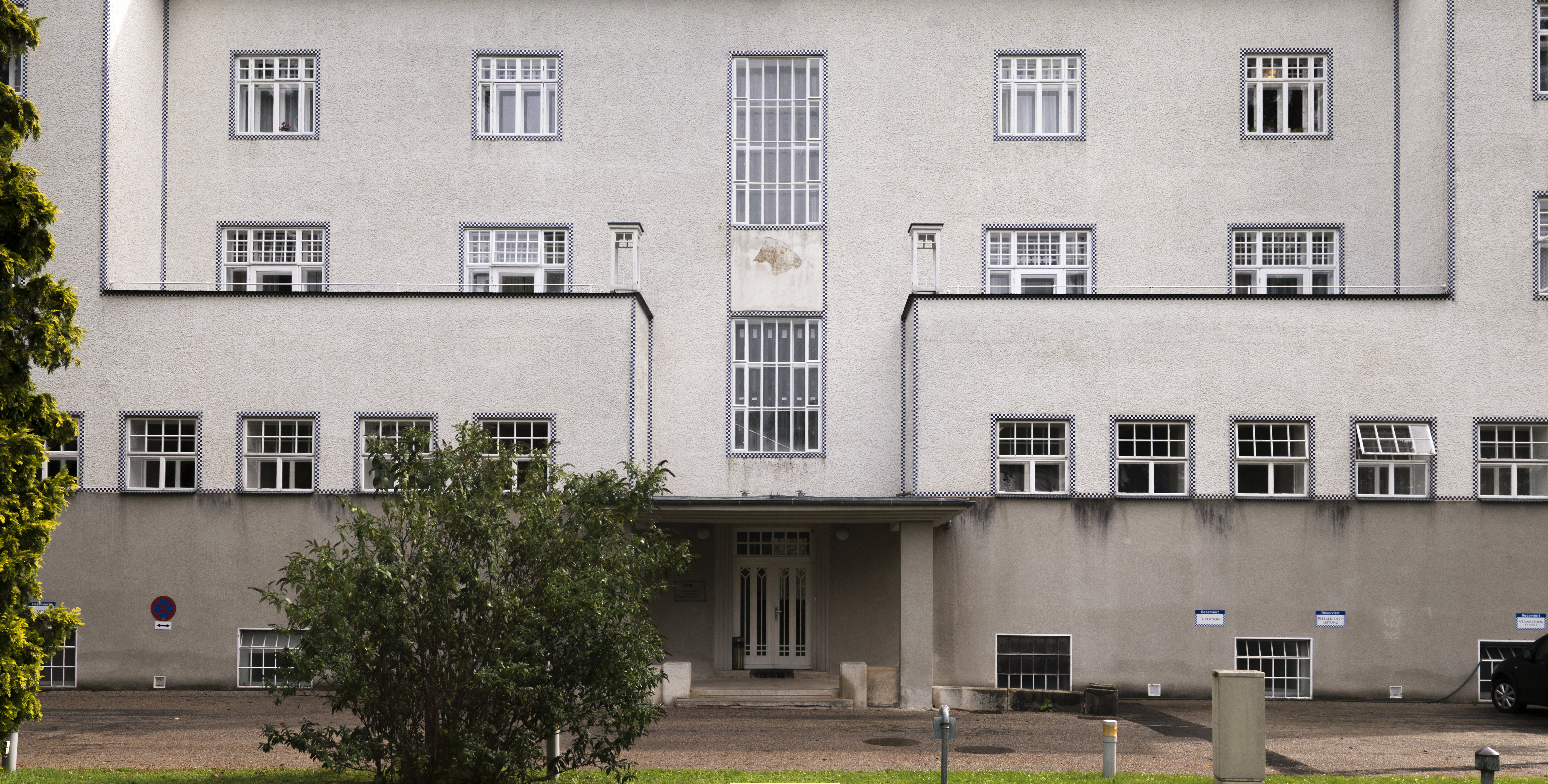
Westseite (Detail)

Die Grundform des Baukörpers ist ein Quader. Alle Seiten der Fassade sind optisch zweige teilt. Im untersten Bereich, in sich das Kellergeschoß befindet, ist die Wandfläche hellgrau und glatt. Die darüberliegenden Stockwerke sind dagegen mit einem weißen Patschputz versehen. Patschputz hat eine raue, unregelmäßige Oberflächenstruktur. Die beiden Bereiche sind also nicht nur farblich, sondern auch haptisch voneinander getrennt. Unterstützt wird diese Zweiteilung zusätzlich durch das einzige Ornament der Fassade, ein Fliesenband. Es besteht aus dunkelblauen und weißen Kacheln, die ein Schachbrettmuster erzeugen. Die weißen Wandflächen werden von ihm gerahmt und es grenzt sie so von dem grauen Bereich der Fassade ab. Außerdem rahmt das Fliesenband alle Fenster- und Türöffnungen, außer diejenigen im Kellergeschoß.
An der Westfassade befindet sich die Zufahrt zu dem Sanatorium. Zwei L-förmige Vorsprünge klammern den Eingangsbereich ein. Dadurch wird die vertikale Achsensymmetrie unterstrichen. Außerdem wird sie hervorgehoben, weil die Fenster über dem Eingang im ersten und zweiten Obergeschoß im Gegensatz zu den restlichen Fenstern größer bzw. länger sind. Alle Fenster greifen die Grundform des Quadrats auf, das die Formensprache des gesamten Baus bestimmt. Dennoch sind sie variantenreich gestaltet.
Für den Eingangsbereich der Westfassade waren ursprünglich zwei Fayencefiguren angebracht. Diese wurden vom Künstler Richard Luksch entworfen. Es handelte sich um zwei blau-weiße Frauenfiguren mit einer Höhe zwei Metern. Sie befanden sich nur kurz an der Westfassade und wurden schließlich durch Holzlaternen ersetzt.
Die Ostfassade ist wie die Westseite streng symmetrisch. In der Mitte des zweiten Stocks springt die Fassade nach hinten. Auf diesem Rücksprung befindet die Veranda. Außerdem besitzt sie einen weiteren rechteckigen Vorsprung, der auf der Höhe des ersten Stocks endet. Dort befindet sich der Eingang auf der Gartenseite, der von einem Glasdach überfangen ist. Ursprünglich befanden sich zwei Reliefs rechts und links neben diesem Eingangsbereich. Sie wurden ebenfalls von Richard Luksch hergestellt und stellten einen Mann und eine Frau dar. Sie sind allerdings verloren.
Die Gartenanlage selbst wurde ebenfalls von Hoffmann gestaltet. Allerdings ist sie heute nicht mehr in ihrem ursprünglichen Zustand.
Die Nord- und Südseite des Baus haben keine Vor- oder Rücksprünge. An der Nordseite war eine Pergola angebaut. Ein Wendelgang an der Südfassade verband die Altbauten mit dem neuen Kurhaus.

### Grundriss, Innenraum und Mobiliar
Die Grundrisse des Erdgeschoßes sowie des ersten und zweiten Obergeschoßes setzten sich aus der Grundform des Quadrats zusammen. Außerdem sind alle Grundrisse, ähnlich wie die Ost- und Westfassade symmetrisch aufgebaut.
Anhand der Grundrisse lassen sich die Funktionen der einzelnen Räume nachvollziehen. Im Erdgeschoß befanden sich die Wirtschafts- und Therapieräume. Im zweiten Obergeschoß waren die Patientenzimmer. Da die Einrichtung wohlhabende Personen ansprechen sollte, beherbergte der Bau neben Therapieräumen diverse Unterhaltungsangebote im ersten Obergeschoß, wie bspw. ein Spielzimmer, ein Billardzimmer oder ein Musikzimmer. Demzufolge stellte das Sanatorium Purkersdorf eine Schnittstelle zwischen Heilanstalt und Hotel dar.
Im Inneren wird die Verwendung des damals modernen Baustoffs Stahlbeton deutlich. Die Unterzüge der Stahlbetondecken wurden in einigen Räumen, wie dem großen Speisesaal, stehengelassen. Dadurch ergeben sich viereckige Kassetten, die die quadratische Formensprache des Baus auch im Inneren widerspiegeln. Hoffmann nutzt also die eigentliche Konstruktion des Baus als Gestaltungsmittel.
Die Inneneinrichtung wurde, ganz im Sinne des Gesamtkunstwerks, auf die die geometrische Ästhetik des Baus angepasst. Die Möbel wurden in Zusammenarbeit mit der Wiener Werkstätte von Koloman Moser und Josef Hoffmann entworfen und Großteils von der Wiener Werkstätte hergestellt. Die in hoher Stückzahl benötigten Möbel wurden durch verschiedene Firmen, wie Jacob & Josef Kohn, Thonet oder Prag-Rudniker produziert. Ein berühmtes Bei spiel dafür sind die Armsessel der Eingangshalle, welche von Koloman Moser entworfen und durch Prag-Rudniker hergestellt wurden. Sie sind mit einem schwarz-weißen Schachbrettmuster gestaltet.

## Geschichte
1903 erwarb Viktor Zuckerkandl das Grundstück in Purkersdorf nahe Wien. Das Areal wurde bereits seit den 1890er Jahren als Sanatorium genutzt. Zuckerkandl plante, ein Sanatorium für ein gehobenes Klientel zu erschaffen. Zu diesem Zweck wurde ein repräsentatives Kurhaus benötigt, um die vorhandenen Altbauten zu ergänzen. Der Auftrag dafür fiel an den Architekten Josef Hoffmann.
Die Behandlungen im Sanatorium Purkersdorf umfassten hauptsächlich „Badekuren [und] physikalische Therapien“ für Nervenkrankheiten und zur allgemeinen Genesung. Allerdings ist es nicht mit einer geschlossenen psychiatrischen Einrichtung vergleichbar, da der Aufenthalt freiwillig war. Außerdem wurden keine schweren psychischen Erkrankungen behandelt.
Das Budget für das Sanatorium ist nicht überliefert, allerdings ist anzunehmen, dass Hoffmann dieses Budget überschritt. Daraus resultierten Streitigkeiten zwischen Zuckerkandl und Josef Hoffmann sowie Fritz Wärndorfer, der mit den finanziellen Angelegenheiten der Wiener Werkstätte betraut war. Diese Streitigkeiten hatten Gerichtsprozesse über die Kosten des Baus zur Folge, die die Wiener Werkstätte gewann.
Als Zuckerkandl das Kurhaus für weitere Patientenzimmer erweitern lassen wollte, beauftragte er nun nicht mehr Josef Hoffmann, sondern Leopold Bauer. 1926 stockte Bauer das Gebäude um ein weiteres Stockwerk auf und ersetzte das vorherige Flachdach mit einem Walmdach. Das neue Dach diente dazu, die Feuchtigkeitsprobleme in den Griff zu bekommen, die das Flachdach verursachte.
Im Jahr 1938 ging das Sanatorium in den Besitz des Arztes Hans Gnad über. Das ist auf den Anschluss Österreichs an das nationalsozialistische Deutsche Reich zurückzuführen, da die Zuckerkandls jüdisch waren. Während des Zweiten Weltkriegs diente das Sanatorium Purkersdorf als Lazarett. 1945 wurde es von der Roten Armee beschlagnahmt.
Der Evangelische Verein für Innere Mission erwarb das Areal 1952 und nutze die Gebäude als Krankenhaus. Das Kurhaus wurde erneut verändert. Das blau-weiße Fliesenband wurde abgeschlagen. Zudem wurden die Fenster im Erdgeschoß vergrößert und die Fassade glatt verputzt. Der Betrieb des Krankenhauses wurde 1975 eingestellt. Bis 1991 stand der Bau leer und drohte zu verfallen, bis der Architekt Walter Klaus das Grundstück schließlich erwarb.
1995 fanden umfassende Restaurierungsmaßnahmen an der Fassade statt. Es wurde der erfolgreiche Versuch unternommen, den ursprünglichen Zustand der Fassade wiederherzustellen. Dazu wurde das von Leopold Bauer aufgestockte dritte Stockwerk wieder abgetragen und der Bau erneut mit einem Flachdach versehen. Außerdem wurden der Patschputz und das weiß-blaue Fliesenband wiederhergestellt. Die Restaurierung erfolgte unter der Leitung des Architekten Sepp Müller.
Zwischen 1997 und 2001 diente das Gebäude als Aufführungsort für das Stück Alma – A show biz ans Ende von Paulus Manker.
2001 ging das Areal an die BUWOG über. Die Restaurierung des Innenbereichs wurde 2003 durchgeführt. Die Eingangshalle, das Treppenhaus, der große Speisesaal, die Veranda und der Gang im ersten Stock wurden so originalgetreu wie möglich wiederhergestellt. Noch erhaltene originale Möbelstücke wurden erworben und restauriert. Nicht mehr erhaltenes Mobiliar wurde so originalgetreu wie möglich kopiert. Seit der Restaurierung des Innenraums wird das Sanatorium Purkersdorf unter dem Namen HoffmannPark als Seniorenpflegeresidenz genutzt (Stand: 2024).

Die Eingangshalle
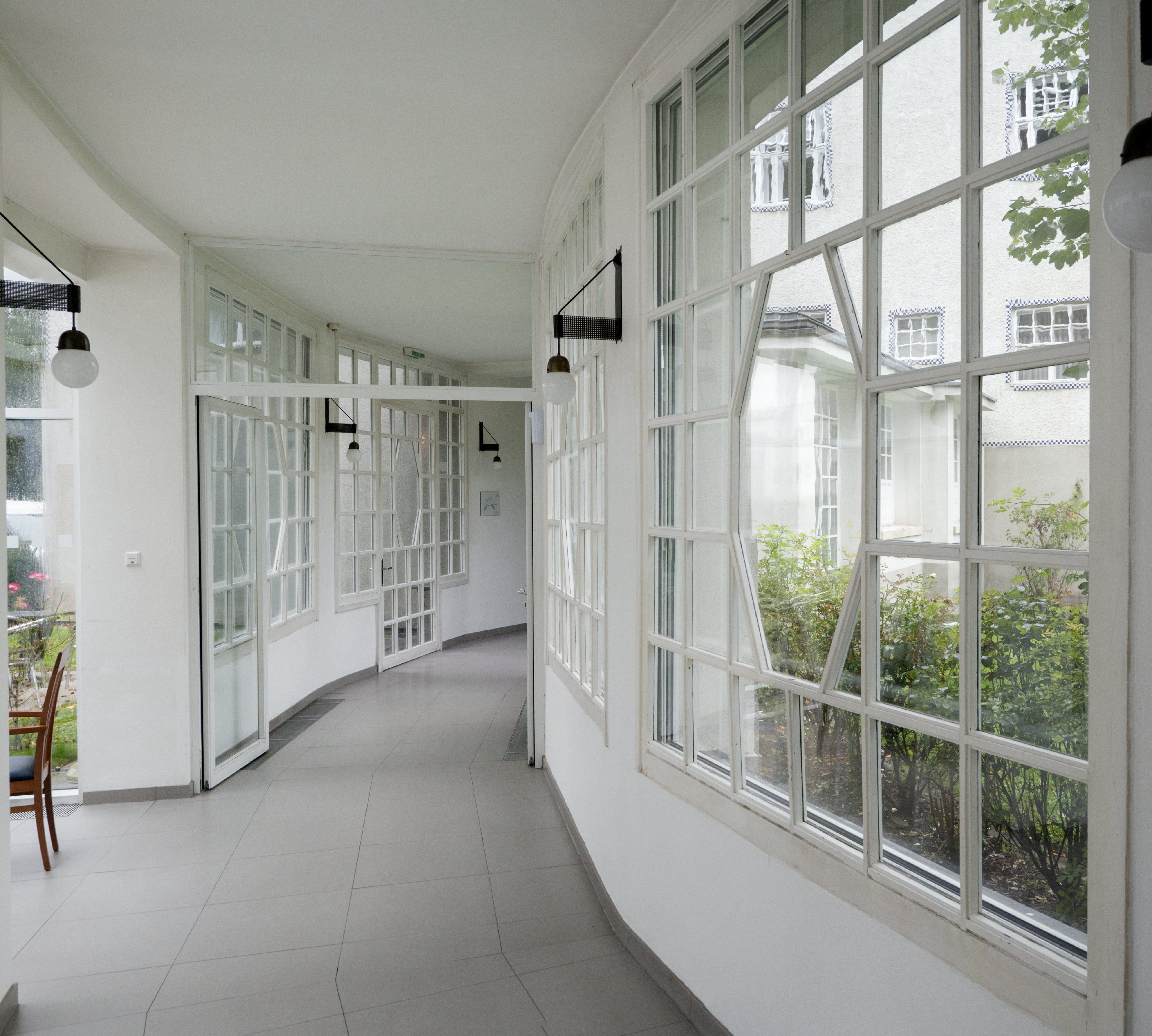
Galerie zum Neubau
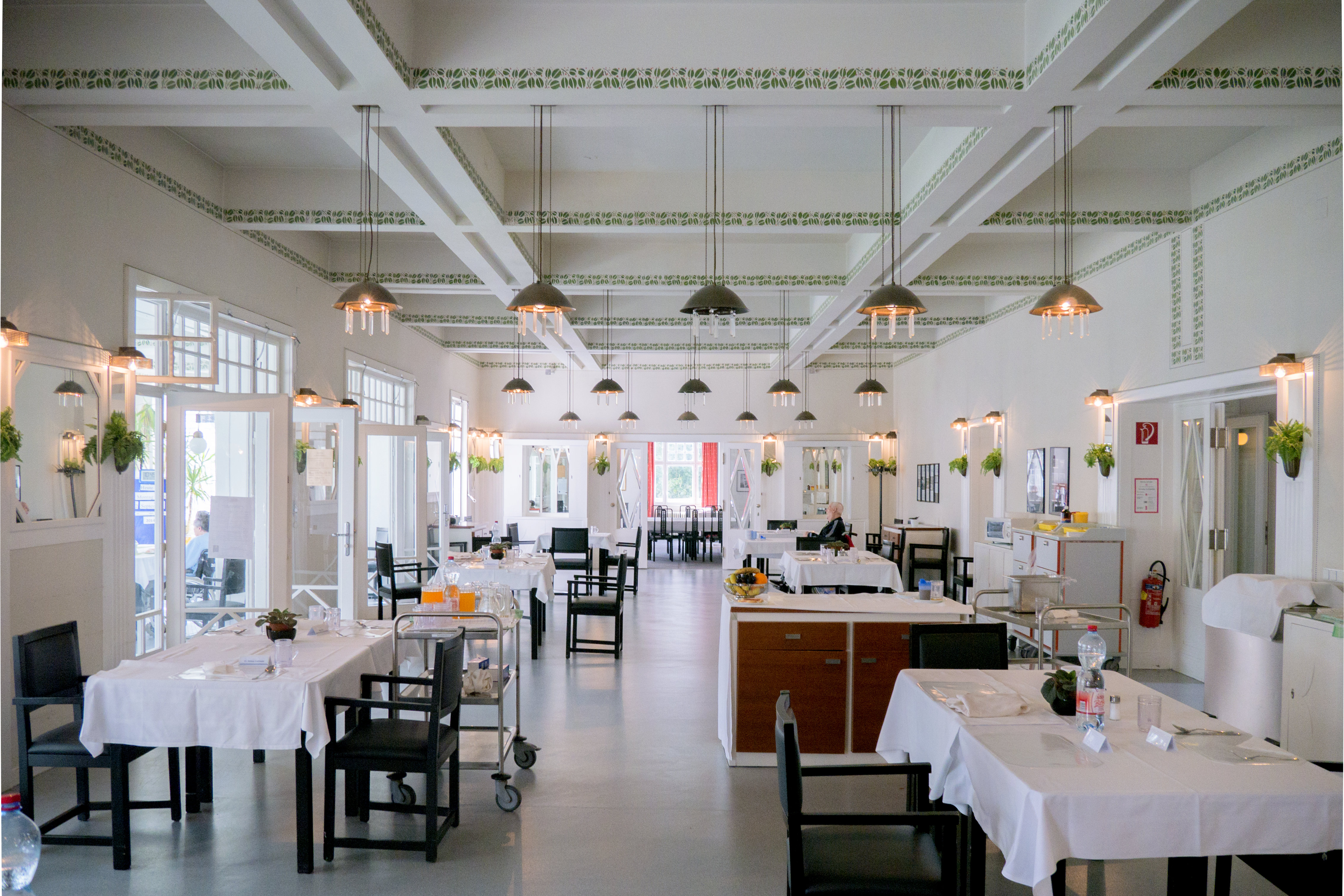
Der Speisesaal
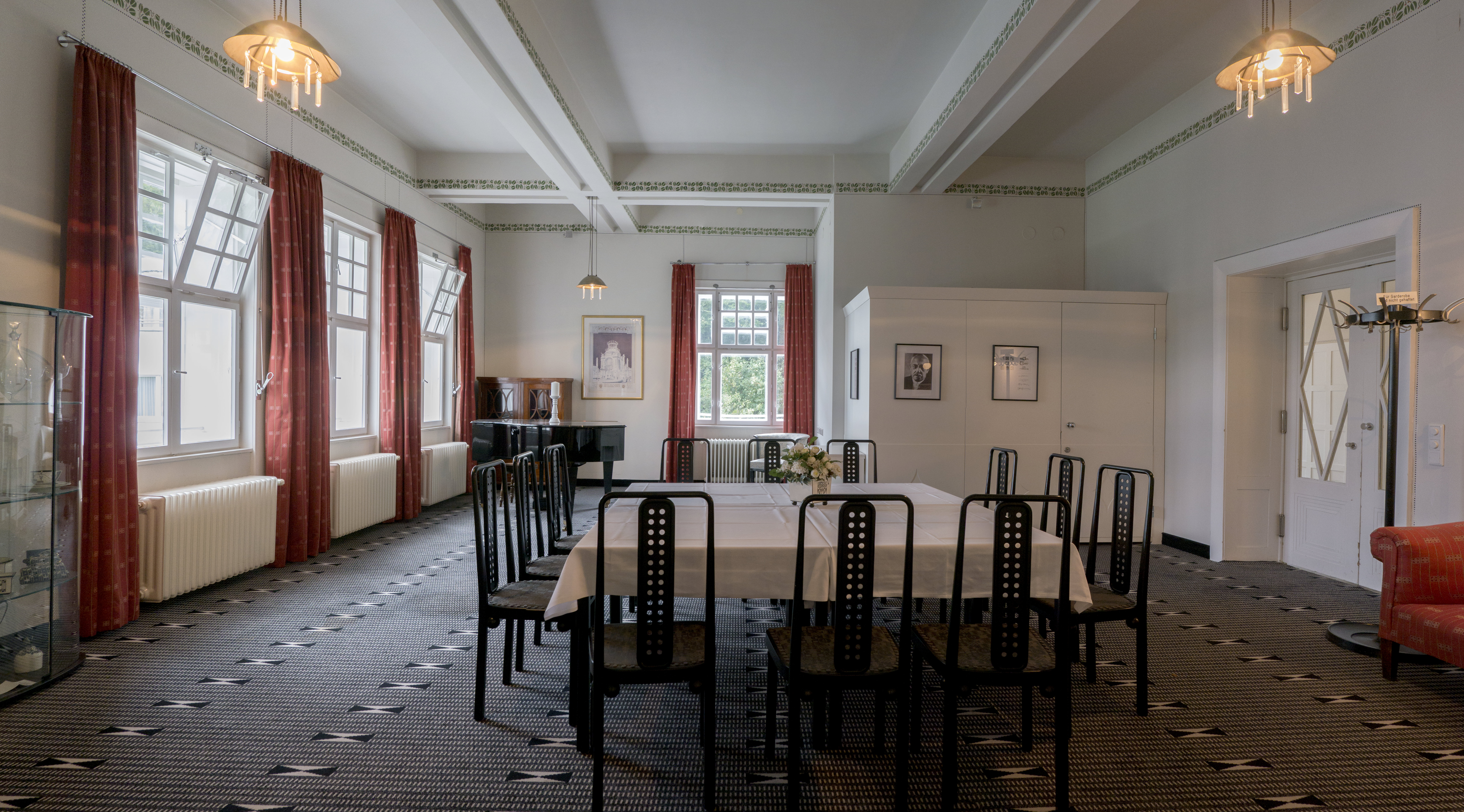
Salon hinter dem Speisesaal
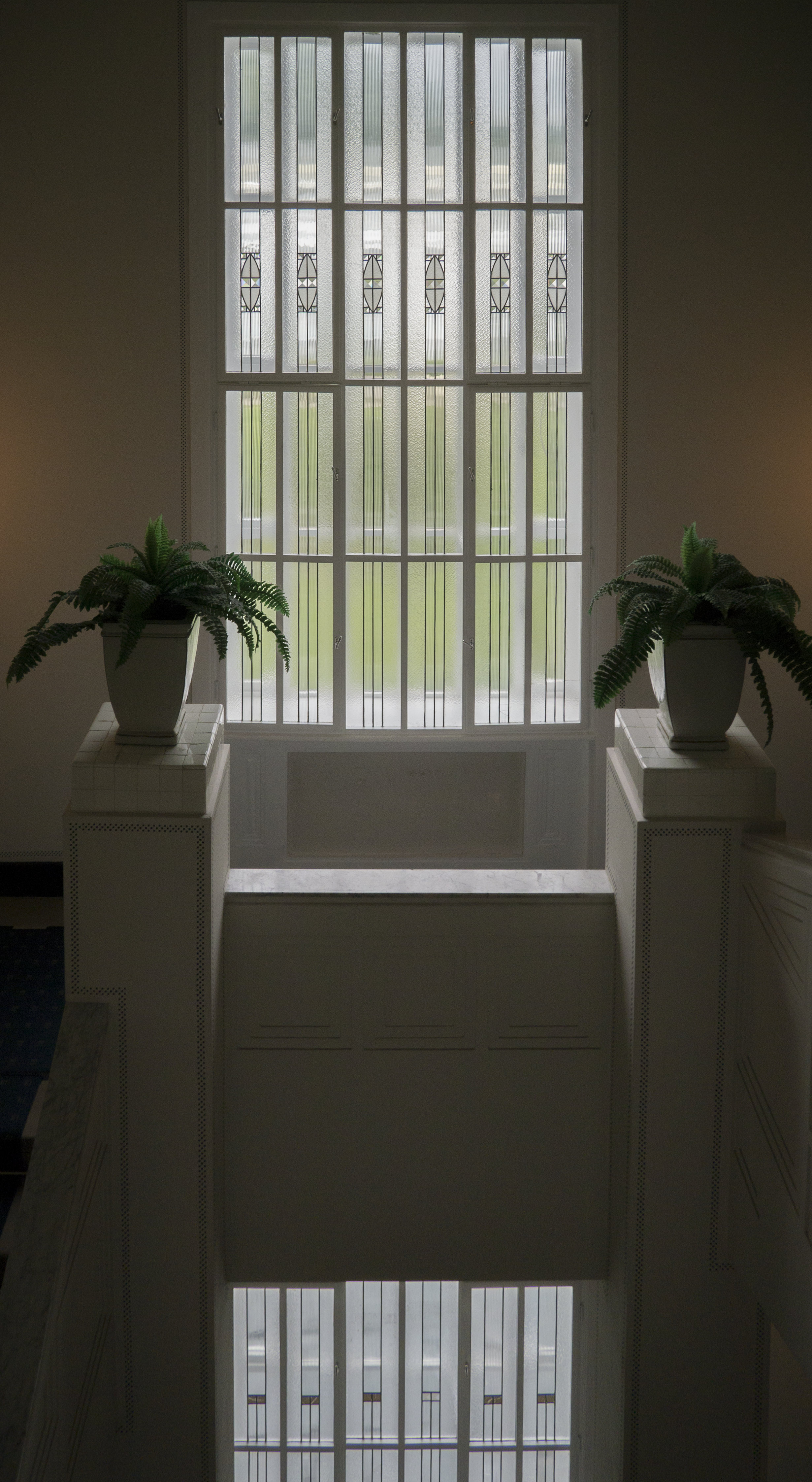
Stiegenhaus und Fenster

## Verkehr
Die Haltestelle Purkersdorf Sanatorium an der Westbahn, die unter anderem von der S-Bahn Wien bedient wird, ist nach dem Sanatorium benannt. Als letzte Station vor der Wiener Stadtgrenze stellt sie gleichzeitig eine Tarifzonengrenze im Verkehrsverbund Ost-Region dar.
Die Einrichtung liegt unmittelbar an der Wiener Straße, bis 2002 Bundesstraße B1 genannt.